# Mancunian

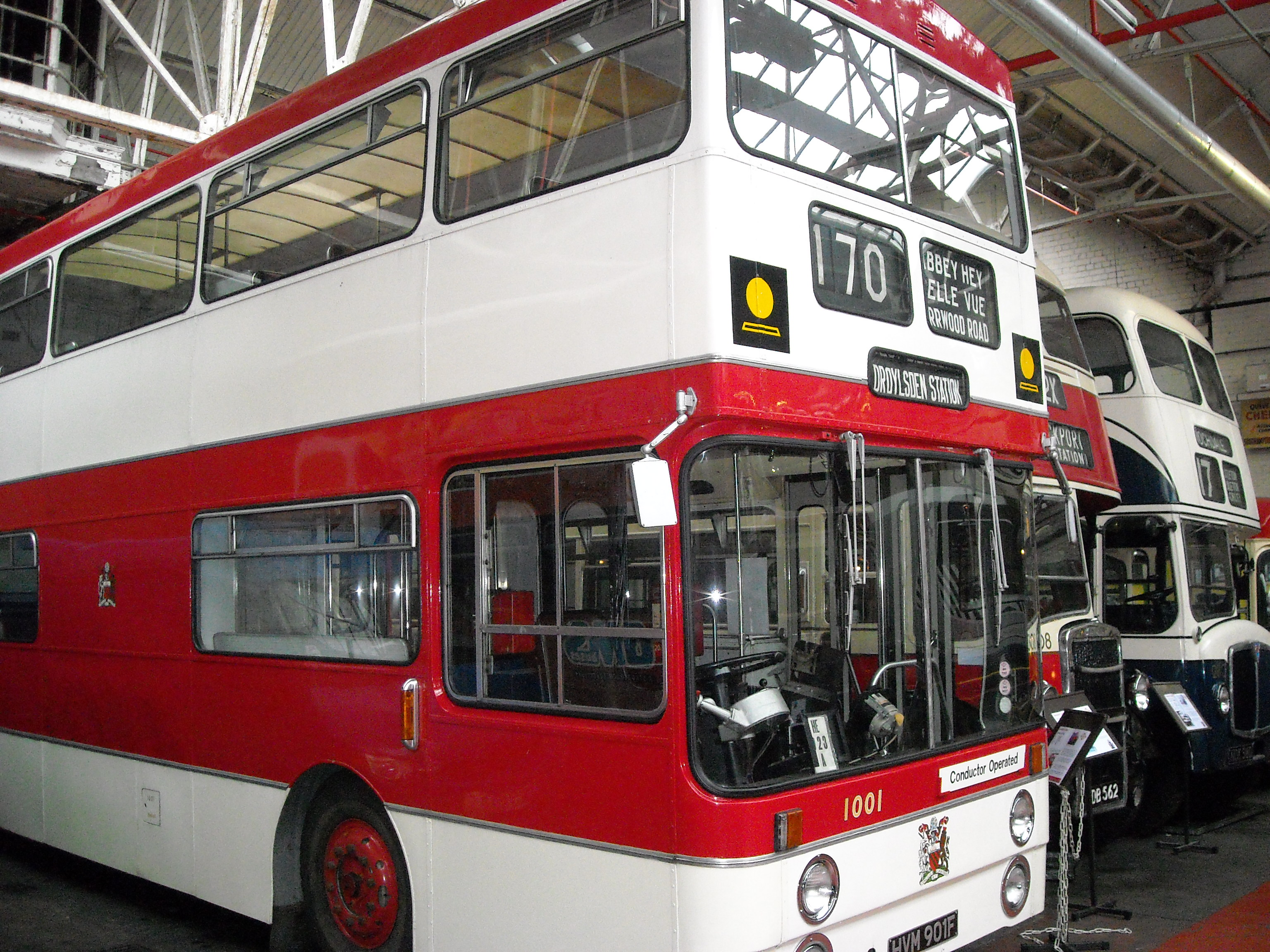
L'autobus Mancunian

Il Mancunian è una carrozzeria per un autobus a due piani progettata dal Manchester Corporation Transport Department. Per questo allestimento venivano utilizzati telai Leyland Atlantean e Daimler Fleetline.
Il dipartimento dei trasporti di Manchester ne ha ordinati 472 nel periodo 1965 - 1968. Le consegne di questi veicoli sono iniziate nel 1968 e si sono concluse nel 1972.